# Діогу Лопіш де Секейра
Діо́гу Ло́піш де Секéйра (порт. Diogo Lopes de Sequeira; 1465, Аландруал — 1530) — португальський мореплавець. 1509 першим з європейців досяг Малакки. Четвертий губернатор Португальської Індії (1518–1522).

## Мета плавання
Після відкриття Нового світу королівства Кастилія і Леон (нині Іспанія) і Португалія 7 червня 1494 уклалиТордесільяський договір про розподіл сфер впливу — Іспанія отримала право на освоєння нових земель на захід від меридіану, що проходить за 370 ліг на захід від островів Зеленого Мису, розташованих біля західного узбережжя Африки (за сучасними координатами це 49°32'56" західної довготи). Лінія розділу була перенесена на 270 ліг західніше порівняно зі встановленою роком раніше булою Папи Римського Олександра VI і проведена посередині між португальськими на той час островами Зеленого мису і островами Вест-Індії, відкритими Христофором Колумбом під час першої подорожі, на які претендувала Іспанія.
Після захоплення територій в Індії, Португалія прагнула захопити Острови прянощів (Молуккські острови) — джерело найціннішого тоді товару. Для їхнього здобуття слід було спершу оволодіти Малаккською протокою з містом Малакка — значним торговельним центром.

## Експедиція в Малакку
5 квітня 1508 з Лісабона вирушила експедиція з чотирьох кораблів на чолі з Діогу Секейрою. Серед офіцерів був молодий Фернан ді Магальяш (Фернан Магеллан). Зіткнувшись зі штормом після проходження мису Доброї Надіхї, корабель Діогу Секейри знайшов прихисток за невеликим мисом на півдні острова Мадагаскар, який забезпечив якорну стоянку, добре захищену від вітру. Тут португальці змогли придбати худобу, кабана, ямс і рис у місцевих малагасійців, які, на їхню думку, були дуже доброзичливими. Це місце називалося Толанаро і стало місцем зупинки європейських кораблів на шляху до Індії та з Індії.
У серпні 1509 експедиція прибула у Кочі, звідки вирушила у Бенгальську затоку, пройшла повз Нікобарські острови.
11 вересня кораблі увійшли в малаккську гавань. Султан Махмуд зустрів гостей привітно і уклав торговельний договір, що надавав перевагу португальським кораблям перед іншими. Проте через кілька днів на березі відбувся напад на португальських моряків, багатьох було вбито, приблизно тридцять осіб потрапили в полон. Незважаючи на наполегливі вимоги Секейри, султан відмовився відпустити полонених. Експедиція була змушена повернутись до Індії і повідомити про випадок віце-королю.
У 1511 португальці під командуванням Афонсу де Албукеркі повернулися в Малакку, на цей раз вже з 19 бойовими кораблями. Після кровопролитного штурму місто було взято. У цій битві брав участь і Діогу Лопіш ді Секейра.

## Губернаторство
У 1518-22 Секейра був четвертим губернатором Португальської Індії і використовував цю посаду для особистого збагачення. Відправив успішне посольство в Ефіопію на чолі з Родріго де Ліма в 1520 році.
В 1522 році передав посаду Дуарте де Мінезіш.

## Участь в підготовці Сарагоського договору
У 1524 році, вже за короля Жуана III, брав участь у конференції в Елваші і Бадахосі, де Португалія сперечалась за права на Молуккські острови з Кастилією. В результаті цієї конференції було укладено Сарагоський договір, який доповнив Тордесільяський договір і встановив лінію демаркації між Іспанськими та португальськими володіннями також і в східній півкулі, встановлюючи, що Молуккські острови відносяться да португальської зони впливу.